# Oxolation
L'oxolation est une des deux réactions, avec l'olation, conduisant à la formation de polyoxométallates (POM), à la base des synthèses d'(oxyhydr)oxydes métalliques solides à partir d'ions métalliques en solution aqueuse, notamment en chimie douce.
Il s'agit d'une réaction de condensation entre deux complexes métalliques coordinés par des ligands hydroxo (HO−) :
2 [MLn(OH)]z → [LnM-O-MLn]2z + H2O
- M représente le métal.
- L représente indifféremment un ligand hydroxo ou oxo.
- z représente la charge du complexe.

Lorsque le complexe formé est de charge nulle (z = 0), il peut être le « précurseur de charge nulle » nécessaire à la formation d'(oxyhydr)oxydes métalliques solides par polycondensation.
Sinon, il est possible d'obtenir des polyanions.

## Mécanisme
L'oxolation se fait par mécanisme associatif :
Étape 1 : Un ligand hydroxo d'un des deux complexes s'additionne sur l'autre complexe métallique, dont la valence augmente d'une unité.
2 [MLn(OH)]z → [LnM-OH-MLn(OH)]2z
Étape 2 : Réarrangement rapide de la molécule formée : μ2-OH → μ2-O (μ2 signifie qu'il s'agit du ligand pontant) et il se forme un ligand aquo (H2O) par protonation d'un ligand hydroxo.
[LnM-OH-MLn(OH)]2z → [LnM-O-MLn(OH2)]2z
Étape 3 : Élimination d'eau.
[LnM-O-MLn(OH2)]2z → [LnM-O-MLn]2z + H2O